# Pentaceration spinosissima
Pentaceration spinosissima là một loài chân đều trong họ Paramunnidae. Loài này được Just miêu tả khoa học năm 2009.